# 仙台市立錦ケ丘中学校
仙台市立錦ケ丘中学校（せんだいしりつ にしきがおかちゅうがっこう）は、宮城県仙台市青葉区錦ケ丘一丁目にある公立中学校である。

## 概要
錦ケ丘ニュータウンの人口増にともない、広瀬中学校がマンモス化し、生徒数が宮城県内一の約1100人（2019年3月現在）となり、プレハブ校舎で学んでいた生徒もいた。このため錦ケ丘ニュータウン内に仙台市で66番目の中学校となる錦ケ丘中学校が開校した。

## 沿革
- 2019年 （平成31年）4月1日 - 仙台市立広瀬中学校より分離開校

## 学区
仙台市立錦ケ丘小学校の全域と仙台市立愛子小学校の一部が学区となる。

## 所在地
- 仙台市青葉区錦ケ丘1丁目1番7号